# محمود آوار
محمود آوار (به ترکی آذربایجانی: Mahmudavar، به تالشی: Mədo، پیش‌تر محمود آباد) یک منطقه مسکونی در جمهوری آذربایجان است که در شهرستان ماساللی واقع شده‌است. محمود آوار ۴۵۳۰ نفر جمعیت دارد.

## ریشه واژه
مَدو (مَه + دار) در زبان تالشی به معنای درخت مهره است.  گفته می‌شود روزگاری در این منطقه درختانی می‌رویدند که از دانه‌های آن زیورآلات و مهره‌ها درست می‌شد.  مَه در زبان تالشی به معنای مهره و دو به معنای درخت است.